# 핀란드의 역사적 지역

핀란드의 역사적 지역
(노란색 선은 현재의 핀란드의 지역 경계선)

핀란드의 역사적 지역(핀란드어: historialliset maakunnat 단수형 historiallinen maakunta, 스웨덴어: historiska landskap)은 스웨덴의 핀란드 지배 시대의 유산이다.
1634년 새로운 행정 구역인 주로 대체될 때까지 남아 있었으며 이들 주는 1997년 핀란드의 행정 구역 개편 때까지 존재했다. 이들 역사적 지역은 핀란드의 전통적인 지역 구분으로 남아 있을 뿐 오늘날 행정 기능은 갖고 있지 않다. 핀란드어의 방언은 이들 지역의 경계와 거의 일치한다.

## 역사적 지역 목록
괄호 안에 있는 이름 가운데 첫 번째는 핀란드어 이름, 두 번째는 스웨덴어 이름이다.
- 남서핀란드 (Varsinais-Suomi, Egentliga Finland)
- 카리알라 (Karjala, Karelen)
- 라피 (Lappi, Lappland)
- 포흐얀마 (Pohjanmaa, Österbotten)
- 사타쿤타 (Satakunta, Satakunda)
- 사보 (Savo, Savolax)
- 헤메 (Häme, Tavastland)
- 우시마 (Uusimaa, Nyland)
- 올란드 (Ahvenanmaa, Åland)

## 문장
1560년 구스타브 1세의 장례식 때에 처음으로 지역 문장을 견장으로 사용했다. 1809년 핀란드가 스웨덴으로부터 분리된 이후부터 전통적인 지역 문장에 차이가 생기게 된다. 핀란드는 지역 문장에 그려진 왕관 부분에 공작관이나 백작관을 그려넣어서 구별했다. 스웨덴은 1884년에 모든 지방의 문장에 공작관을 그려넣게 되었다. 라플란드가 스웨덴령과 핀란드령으로 분할될 때에도 서로 다른 문장을 사용하게 되었다.
칼 9세의 통치 시기에는 사보에서 스웨덴 서부와 노르웨이 동부로 이주한 경우가 많았으며 핀스코겐(Finnskogen, 핀란드의 숲)으로 이주한 주민들도 많았다. 이들 지역의 언어 경계는 1960년대까지 유지되었다.

## 같이 보기
- 핀란드의 주
- 핀란드의 지역